# Marquesado de Torroja

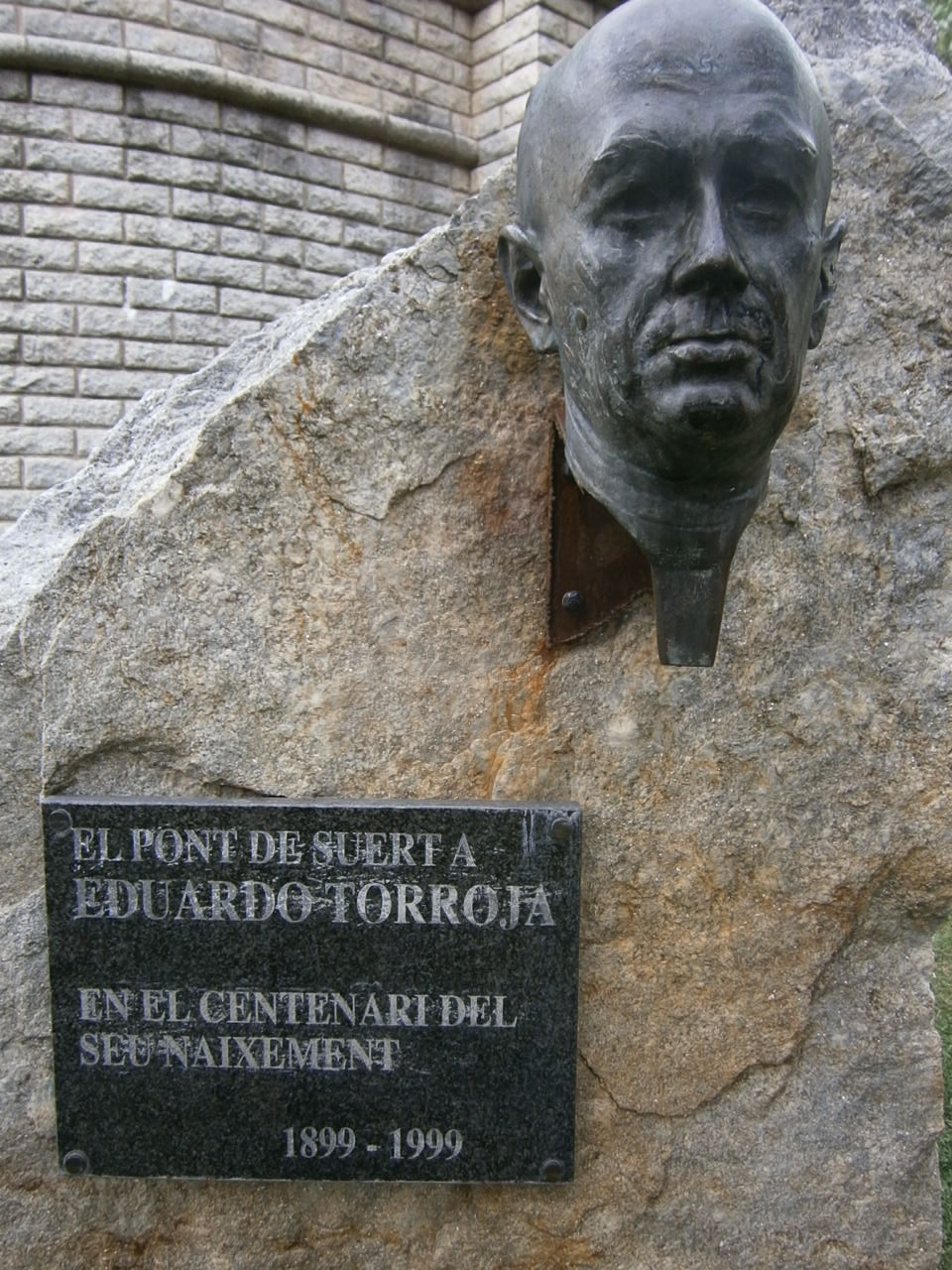
Monumento a Eduardo Torroja Miret, I marqués de Torroja, en la localidad de Pont de Suert, en la provincia de Lérida.

El marquesado de Torroja es un título nobiliario español creado por Francisco Franco el 1 de octubre de 1961, con carácter póstumo, a favor de Eduardo Torroja Miret.

## Denominación
La denominación de la dignidad nobiliaria refiere al apellido paterno por el que fue universalmente conocida la persona a la que se le otorgó, a título póstumo, dicha merced nobiliaria.

## Carta de otorgamiento
El título nobiliario se le otorgó, precisamente, por: 

«La figura señera del Ingeniero de Caminos, Canales y Puertos don Eduardo Torroja y Miret, autor de numerosas y valiosas obras científicas, que consagró su vida a la investigación, a la docencia y a la realización de importantísimas obras públicas en nuestras Patria, a la que entregó todas sus actividades y enalteció con su prestigio, le hacen merecedor de la gratitud nacional, al tiempo que su eminente figura me permite dar, en su apersona, una prueba de mi reconocimiento a la ciencia española».
Decreto 1762/1961, de 1 de octubre. Publicado en el «BOE» núm. 235, de 2 de octubre de 1961, página 14235.

## Marqueses de Torroja
|                               | Titular                         | Periodo                       |
| Creación por Francisco Franco | Creación por Francisco Franco   | Creación por Francisco Franco |
| ----------------------------- | ------------------------------- | ----------------------------- |
| I                             | Eduardo Torroja Miret           | 1961 (título póstumo)         |
| II                            | José Antonio Torroja Cavanillas | 1966-2021                     |
| III                           | Ana Torroja Fungairiño          | 2022-actual titular           |

## Historia de los marqueses de Torroja

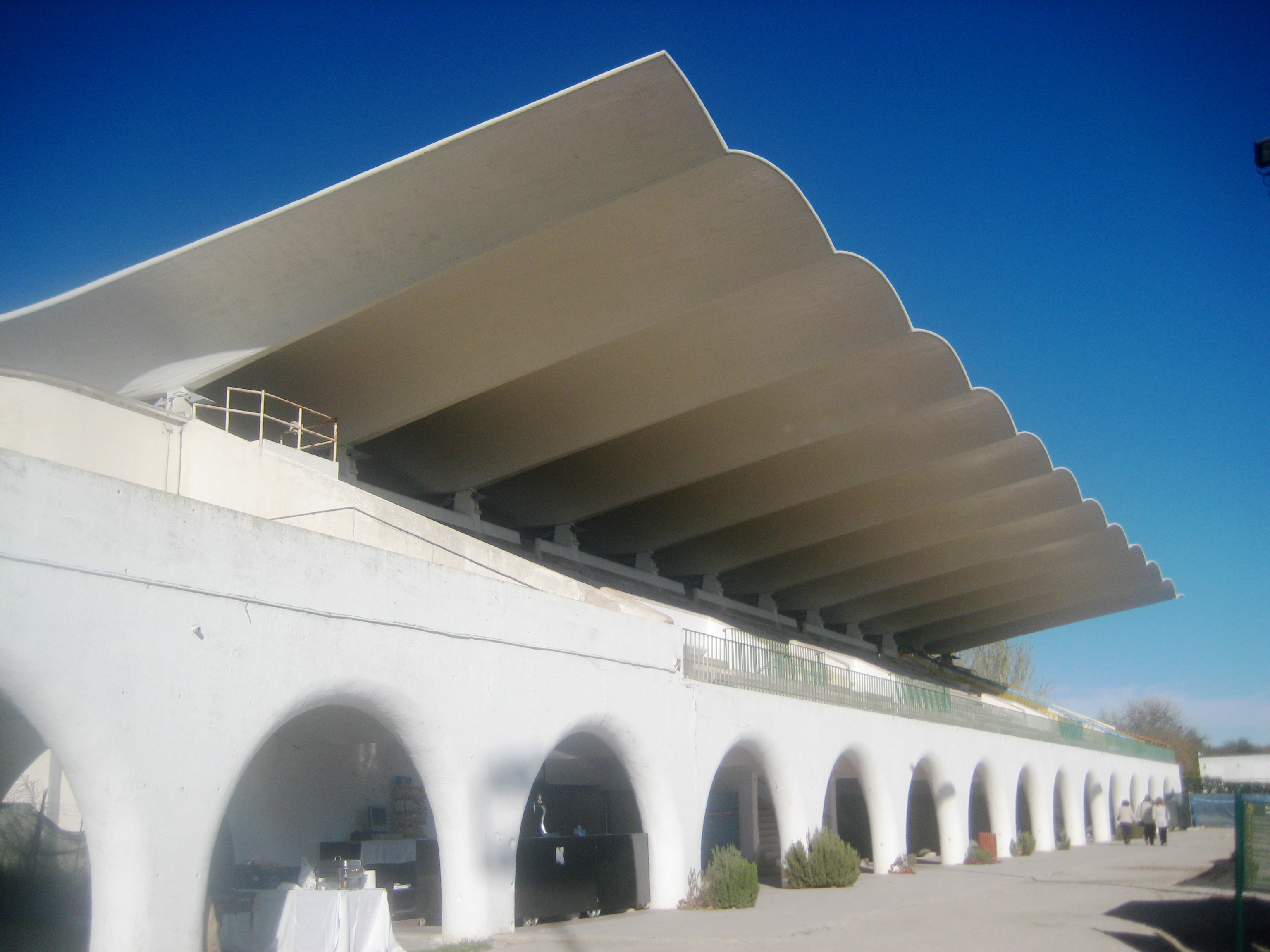
Cubiertas del hipódromo de la Zarzuela, obra de Eduardo Torroja Miret, I marqués de Torroja.

- Eduardo Torroja Miret (1899-1961), I marqués de Torroja, ingeniero de Caminos, Canales y Puertos, director del Instituto Técnico de la Construcción y del Cemento del Consejo Superior de Investigaciones Científicas. Destacó por ser uno de los máximos expertos del mundo en construcción con hormigón, creador e innovador de técnicas en arquitectura e ingeniería civil, Autor de edificios y obra civil, como el mercado de abastos de Algeciras, la cubierta del hipódromo de la Zarzuela, el Frontón Recoletos, el viaducto de los Quince Ojos en Madrid, etc., doctor honoris causa por la Universidad de Tolosa, la Universidad de Buenos Aires y la Universidad de Chile, entre otras, que recibió las grandes-cruces de la Orden Civil de Alfonso X el Sabio y de la Orden del Mérito Civil.[4] Eduardo Torroja da nombre a la Fundación Eduardo Torroja, dedicada al estudio y difusión de la arquitectura civil y de la obra del insigne científico español,[5] al Premio Eduardo Torroja de Ingeniería y Arquitectura, otorgado por el Ministerio de Fomento con periodicidad bianual, creado en 1999, primer centenario de su nacimiento, para «para fomentar y destacar la obra conjunta de arquitectos e ingenieros bajo el lema "Técnicae plures, opera unica" que inspiró su obra»,[6] el Instituto de Ciencias de la Construcción Eduardo Torroja, centro de investigación y asistencia científico-técnica en el ámbito de la construcción, perteneciente al Consejo Superior de Investigaciones Científicas, y la calle Marqués de Torroja en Madrid[7] y en otras ciudades españolas. Era hijo del matemático Eduardo Torroja y Caballé y de su esposa María de las Mercedes Miret Salesas.[8] Recibió el título, con carácter póstumo, en 1961, tres meses después de su fallecimiento.[2][1]

Casó en 1955 con María del Carmen Cavanillas Prósper, condesa de Catres y hermana de Rafael Cavanillas Prósper, marqués de Cavanac. Le sucedió, por carta de sucesión, el 18 de mayo de 1966, su hijo:
Joaquín Cabeza de Vaca y Torroja, conde de Catres.
- José Antonio Torroja Cavanillas (1933-2021), II marqués de Torroja,[9] doctor ingeniero de Caminos, Canales y Puertos, catedrático de hormigón armado y pretensado, premio Nacional de Ingeniería (2007).[11]

Casó en primeras nupcias en 1958 con María del Carmen Fungairiño Bringas (?-1985), hermana del que fuera fiscal jefe de la Audiencia Nacional, Eduardo Fungairiño Bringas, y casó en segundas nupcias con María del Rosario Fernández Villa. Del primer matrimonio, nacieron seis hijos: Ana, vocalista del grupo Mecano, Celia, Yago, Laura, Francisco Javier y Carlos Torroja Fungairiño.
- Ana Torroja Fungairiño (1959-), III marquesa de Torroja,[14] cantautora.

Casó con Rafael Duque, con quien tuvo una hija, Jara Duque Torroja (2005).